# Martha Picanes
Martha Picanes (La Habana, 30 de junio de 1947) es una actriz cubana.

## Carrera
Entró al mundo artístico a los 11 años haciendo obras de teatro, televisión y realizando bailes españoles. Está casada con el empresario Antonio Diéguez, con quien tuvo dos hijos Alex y Adriana.
Llegó a Miami en 1971, donde hizo carrera en programas de radio como Pase la tarde. Ha actuado en obras de teatro como Palomas intrépidas y El dulce pájaro de la juventud.
Participó en producciones como: Perro amor, Alma indomable, Decisiones, El cuerpo del deseo, ¡Anita, no te rajes!, Marielena.

## Obra artística

### Televisión
- Club 57  (2019) .... La Dama de los Gatos / Doña Vero Salem "Vero del Futuro"
- Demente criminal (2015) .... Hortensia Openhaimer
- Perro amor (2010) .... Doña Ligia de Pinoz
- Decisiones (2007) .... Pilar / Madre de Aylín
- El cuerpo del deseo (2005-2006) .... Rebeca Macedo
- ¡Anita, no te rajes! (2004-2005) .... Amanda Aristizábal
- La venganza (2002-2003) Raquel Martínez
- Aguamarina (1997) .... Patricia Barbosa
- Marielena (1992) .... Olga

### Teatro
- Palomas intrépidas
- El dulce pájaro de la juventud

### Radio
- Pase la tarde